# NGC 890
NGC 890 é uma galáxia elíptica (E/SB0) localizada na direcção da constelação de Triangulum. Possui uma declinação de +33° 15' 59" e uma ascensão recta de 2 horas, 22 minutos e 01,0 segundos.
A galáxia NGC 890 foi descoberta em 13 de Setembro de 1784 por William Herschel.